# Willowsia
Genre
Willowsia est un genre de collemboles de la famille des Entomobryidae.

## Liste des espèces
Selon Checklist of the Collembola of the World (version du 14 septembre 2019) :
- Willowsia abrupta (Schött, 1917)
- Willowsia baoshanensis Chai & Ma, 2017
- Willowsia bartkei Stach, 1965
- Willowsia buski (Lubbock, 1870)
- Willowsia cassagnaui Zhang, 2015
- Willowsia fascia Zhang & Pan, 2016
- Willowsia formosana (Denis, 1929)
- Willowsia fuscana (Uchida, 1944)
- Willowsia guangdongensis Zhang, Xu & Chen, 2007
- Willowsia guangxiensis Shi & Chen, 2004
- Willowsia hyalina (Handschin, 1928)
- Willowsia ieti Yosii, 1971
- Willowsia jacobsoni (Börner, 1913)
- Willowsia japonica (Folsom, 1898)
- Willowsia kalatopensis Baquero & Jordana, 2015
- Willowsia mekila Christiansen & Bellinger, 1992
- Willowsia mexicana Zhang, Palacios-Vargas & Chen, 2007
- Willowsia neocaledonica Zhang, Bedos & Deharveng, 2014
- Willowsia nigra Zhang, Bedos & Deharveng, 2014
- Willowsia nigromaculata (Lubbock, 1873)
- Willowsia nivalis Yosii, 1971
- Willowsia platani (Nicolet, 1842
- Willowsia potapovi Zhang, Chen & Deharveng, 2011
- Willowsia pseudobuski Pan & Zhang, 2016
- Willowsia pseudoplatani Zhang & Pan, 2016
- Willowsia pseudosocia Stach, 1965
- Willowsia pyrrhopygia Katz, 2017
- Willowsia qui Zhang, Chen & Deharveng, 2011
- Willowsia samarkandica Martynova, 1972
- Willowsia shiae Pan, Zhang & Chen, 2006
- Willowsia similis Pan & Zhang, 2016
- Willowsia yamashitai Uchida, 1969
- Willowsia yiningensis Zhang, Chen & Deharveng, 2011
- Willowsia zhaotongensis Chai & Ma, 2017

## Publication originale
- Shoebotham, 1917 : Notes on Collembola, Pt IV. The classification of the Collembola, with a list of the genera known to occur in the British Isles. Annals and Magazine of Natural History, sér. 8, vol. 19, no 114, p. 425-436 (texte intégral).